# 諾氏船蛸
諾氏船蛸（学名：Argonauta nouryi），是一種遠洋章魚。  本物種的雌性，就像所有船蛸一樣，製造薄紙般的卵殼以利於章魚盤繞在內，就這方面來說很像是一個鸚鵡螺居住在它的貝殼裡（由此而得一個稱呼：「紙鸚鵡螺」，英語：Paper nautilus）。貝殼全長通常是在大約 80 毫米 ，然而例外的標本可以超過 90 毫米 ；世界紀錄尺寸是 95.5 毫米。
諾氏船蛸最為人所知的分佈水域是北美洲西岸海面，從巴拿馬到下加利福尼亞州。然而同樣地也有報告說在西南太平洋，遠達珊瑚海。它是考慮過的船蛸屬物種中最稀有的其中一種，這樣再組合了美學上喜歡的狹長型天然貝殼，透過貝類學，使得諾氏船蛸成為最受歡迎的船蛸種類之一。
諾氏船蛸的模式標本採集自馬克薩斯群島附近，模式存放處目前不詳。

## 參照
1. ↑  Allcock, L. . The IUCN Red List of Threatened Species. 2014, 2014: e.T163083A970914  [18 November 2021]. doi:10.2305/IUCN.UK.2014-3.RLTS.T163083A970914.en .
2. ↑  Pisor, D. L.  4th edition. Snail's Pace Productions and ConchBooks. 2005: p. 12.
3. ↑   (PDF).   [2008-03-05]. （原始内容存档 (PDF)于2006-01-01）.

- Sweeney, M. J. (2002). Taxa Associated with the Family Argonautidae Tryon, 1879. （页面存档备份，存于） Tree of Life web project.

## 外部連結
- 頭足綱資料庫（CephBase）： 諾氏船蛸
- （英文） 在軟體動物與人（ManAndMollusc）介紹的諾氏船蛸（页面存档备份，存于）
- （英文） 船蛸屬的資訊（页面存档备份，存于）